# Hidilyn Diaz
Hidilyn Diaz (20 de fevereiro de 1991) é uma halterofilista filipina.
Nos Jogos Olímpicos de Verão de 2016 no Rio de Janeiro, competiu na categoria até 53 kg feminino e conquistou a medalha de prata, acabando com o jejum de 20 anos das Filipinas sem ganhar medalhas olímpicas.
Ganhou o ouro na categoria até 55 quilogramas em Tóquio 2020, obtendo o recorde olímpico com a marca de 224 kg e sendo a primeira esportista do seu país a conseguir essa medalha na história do evento multiesportivo.